# Soraya Ghassemi
Soraya Ghassemi (en persan : ثریا قاسمی), née en 1940 à Téhéran, est une actrice iranienne de cinéma et de télévision. Elle est la fille de l'actrice de cinéma et de télévision Hamideh Kheirabadi.

## Carrière
Sa première apparition devant la caméra est avec le film Aramesh Dar Hozour Digaran de Nasser Taghvai. Dans Maral, elle est brillante, ce qui lui a valu le Simorgh de cristal de la meilleure actrice au 19e Festival du Film Fajr. Elle joue des rôles tout à fait différents dans Le Dernier souper et La Fille du pâtissier.

## Filmographie
Cinéma
- 1970 : Aramesh dar hozour digaran de Nasser Taghvai
- 1978 : Zendeh Bad (Vive… !)
- 1986 : Khaneh Abri (Maison nuageuse) de Hojatolah Seyfi
- 1988 : Setareh va Almas (Étoile et Diamant) de Siamak Shayeghi
- 1989 : Khastegari de Yadollah Samadi
- 1992 : Mojassameh (Statue) de Ebrahim Vahidzadeh
- 1996 : Harife Del de Reza Ganji
- 2000 : Maral de Mehdi Sabaghzadeh
- 2001 : Shame Akhar (Le Dernier souper) de Fereydoun Jeyrani
- 2001 : Khakestari (Gris) de Mehrdad Mirfalah
- 2001 : La Fille du pâtissier d'Iradj Tahmasb
- 2001 : Eshghe de Ebrahim Vahidzadeh
- 2003 : Baleh Boron de Davoud Movasseghi
- 2003 : Moadeleh de Ebrahim Vahidzadeh
- 2004 : Soroud Tavalod d'Ali Ghavitan
- 2004 : Rastgari dar Hasht-o Bist Daghigheh (Le Salut à 8h20) de Sirous Alvand
- 2005 : Shazadeh Irani (Le Prince iranien) de Mohammad Nourizad
- 2008 : Davat (Invitation) d'Ebrahim Hatamikia

Séries télévisées
- 1973 : Talkh va Shirin (Amère et Douce)
- 1994 : DarPanahe To de Hamid Labkhandeh
- 1997-1998 : Dar Ghalbe Man de Hamid Labkhandeh
- 2001 : Shabe Dahom (Dixième nuit) de Hassan Fathi
- 2010 : Blessure de Mohammad Mehdi Asgarpour